# Lycostomus vaucheri
Lycostomus vaucheri is een keversoort uit de familie netschildkevers (Lycidae). De wetenschappelijke naam van de soort werd in 1905 gepubliceerd door Jules Bourgeois.